# Liste der Biografien/Heo
Liste der Biografien |
Portal Biografien |
Personensuche
# |
A |
B |
C |
D |
E |
F |
G |
H |
I |
J |
K |
L |
M |
N |
O |
P |
Q |
R |
S |
T |
U |
V |
W |
X |
Y |
Z |
?
 
Ha |
Hd |
He |
Hi |
Hj |
Hk |
Hl |
Hm |
Hn |
Ho |
Hr |
Hs |
Ht |
Hu |
Hv |
Hw |
Hy
 
Hea |
Heb |
Hec |
Hed |
Hee |
Hef |
Heg |
Heh |
Hei |
Hej |
Hek |
Hel |
Hem |
Hen |
Heo |
Hep |
Heq |
Her |
Hes |
Het |
Heu |
Hev |
Hew |
Hex |
Hey |
Hez
Die Liste der Biografien führt alle Personen auf, die in der deutschsprachigen Wikipedia einen Artikel haben. Dieses ist eine Teilliste mit 15 Einträgen von Personen, deren Namen mit den Buchstaben „Heo“ beginnt.

## Heo
- Heo Jun (1539–1615), Mediziner und Leibarzt des Königs während der Joseon-Dynastie in Korea
- Heo, Chohui (1563–1589), koreanische Dichterin, Malerin, Schriftstellerin
- Heo, Gyun (1569–1618), koreanischer Politiker, Romanautor, Schriftsteller, Philosoph und Denker
- Heo, Jun-ho (* 1994), südkoreanischer Fußballspieler
- Heo, Jung-han (* 1977), südkoreanischer Karambolagespieler und Weltcup-Gewinner im Dreiband
- Heo, Kwang-hee (* 1995), südkoreanischer Badmintonspieler
- Heo, Min-gyeong (* 1996), südkoreanische Squashspielerin
- Heo, Mok (1595–1682), koreanischer Gelehrter, Politiker und neokonfuzianischer Philosoph
- Heo, Sung-tae (* 1977), südkoreanischer SchauspielerHeo Sung-tae (* 1977)

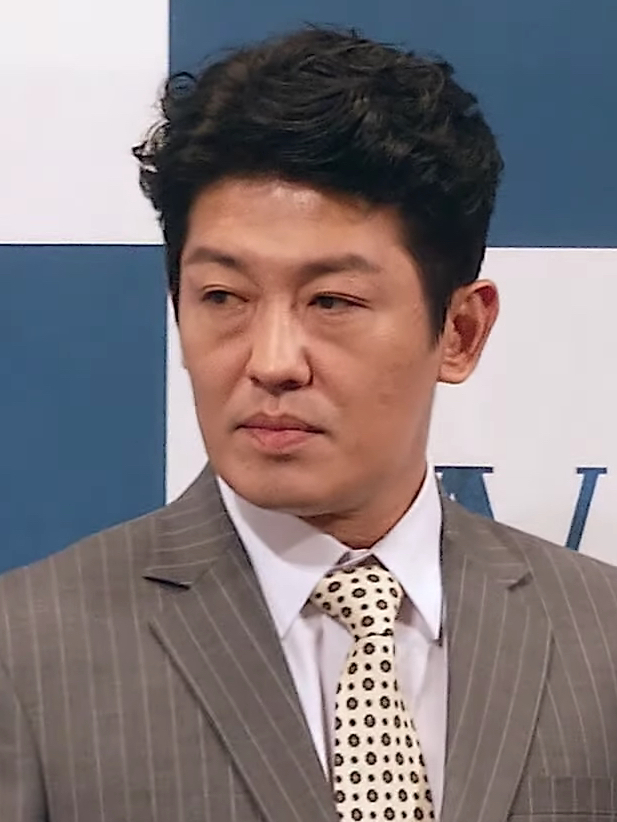
Heo Sung-tae (* 1977)

- Heo, Yeong-mo (1965–2019), südkoreanischer Boxer
- Heo, Yool (* 2001), südkoreanischer Fußballspieler
- Heo, Yool (* 2009), südkoreanische Kinderdarstellerin
- Heo, Young-ji (* 1994), südkoreanische Sängerin und Schauspielerin

### Heon
- Heonjong (1084–1097), 14. König des Goryeo-Reiches und der Goryeo-Dynastie
- Heonjong (1827–1849), 24. König der Joseon-Dynastie in Korea